# Драфт НФЛ 2022
Восемьдесят седьмой драфт Национальной футбольной лиги прошёл с 28 по 30 апреля 2022 года в Парадайсе в штате Невада. Ранее город должен был принять драфт 2020 года, но из-за ограничений на проведение массовых мероприятий, связанных с пандемией COVID-19, он прошёл в виртуальном формате. Право общего первого выбора второй год подряд получил клуб «Джэксонвилл Джагуарс», команда задрафтовала линейного защиты Трейвона Уокера из университета  Джорджии. 
Всего командами было выбрано 262 игрока в семи раундах, это число стало рекордом драфта.

## Организация мероприятия
Пригород Лас-Вегаса Парадайс был назван местом проведения 87-го драфта НФЛ 23 апреля 2020 года. Объявление об этом сделал комиссар НФЛ Роджер Гуделл. Город должен был принять мероприятие в 2020 году, это событие было приурочено к первому сезону клуба «Лас-Вегас Рэйдерс» после переезда из Окленда. Главной сценой драфта должны были стать фонтаны отеля «Белладжио». Затем, из-за пандемии COVID-19, драфт было решено провести в виртуальном формате.
В мае 2021 года местом проведения драфта был назван «Алледжайент-стэдиум», домашняя арена «Рэйдерс» и команды Невадского университета, открытая в 2020 году. Позднее было анонсировано, что основная сцена будет установлена перед центром Caesars Forum на Лас-Вегас-Стрип, а красную дорожку для игроков построят над водой фонтанов «Белладжио». По сообщению Las Vegas Review Journal, от планов доставлять выбранных игроков к сцене на лодке отказались. На все три дня драфта было закрыто движение транспорта по прилегающим улицам. В программу мероприятий для фанатов вошли выступления ряда исполнителей, в том числе Айс Кьюба, Крисса Энджела и Blue Man Group.
Мероприятие пройдёт в течение трёх дней, с 28 по 30 апреля 2022 года. В первый день состоялся первый раунд драфта, 29 апреля прошли второй и третий раунды, в заключительный день — раунды с четвёртого по седьмой. Трансляцию мероприятия в полном объёме будут вести каналы ESPN, ABC и NFL Network, стриминговые сервисы YouTube TV, fubo TV и Sling TV. 

## Список выбранных игроков
Порядок выбора игроков в первом раунде драфта определился после Супербоула LVI. Общий первый выбор получила худшая команда по итогам регулярного чемпионата 2021 года «Джэксонвилл Джагуарс». Команда получила право выбирать первой второй раз подряд. Всего между клубами лиги было распределено 262 выбора. Это число стало рекордным. Обладатели компенсационных выборов за уход игроков на рынок свободных агентов были объявлены лигой 16 марта 2022 года.
Перед драфтом сильнейшей группой игроков считались линейные защиты. По прогнозам издания The Athletic, в первом раунде могли быть задрафтованы восемь игроков этих позиций, в том числе трое в первых пяти выборах — Эйдан Хатчинсон, Трейвон Уокер и Кейвон Тибодо. Авторы издания также ожидали выбора семи линейных нападения и шести принимающих. Группа квотербеков была названа слабой, а среди команд, которые могли бы задрафтовать игрока этого амплуа в первом раунде, назывались «Каролина Пэнтерс» и «Питтсбург Стилерз».
| Цветовые обозначения |
| -------------------- |
| Участник Пробоула    |

Знаком «*» отмечены компенсационные выборы, в графе «Примечания» приведены данные об обменах выборами на драфте в случае их осуществления
| Раунд | Пик  | Команда                     | Игрок                                                    | Позиция                                                  | Колледж                                                  | Примечания                                               |
| ----- | ---- | --------------------------- | -------------------------------------------------------- | -------------------------------------------------------- | -------------------------------------------------------- | -------------------------------------------------------- |
| 1     | 1    | Джэксонвилл Джагуарс        | Трейвон Уокер                                            | DE                                                       | Джорджия                                                 |                                                          |
| 1     | 2    | Детройт Лайонс              | Эйдан Хатчинсон                                          | DE                                                       | Мичиган                                                  |                                                          |
| 1     | 3    | Хьюстон Тексанс             | Дерек Стингли                                            | CB                                                       | ЛСЮ                                                      |                                                          |
| 1     | 4    | Нью-Йорк Джетс              | Ахмад Гарднер                                            | CB                                                       | Цинциннати                                               |                                                          |
| 1     | 5    | Нью-Йорк Джайентс           | Кейвон Тибодо                                            | DE                                                       | Орегон                                                   |                                                          |
| 1     | 6    | Каролина Пэнтерс            | Икем Эквону                                              | OT                                                       | Эн Си Стейт                                              |                                                          |
| 1     | 7    | Нью-Йорк Джайентс           | Эван Нил                                                 | OT                                                       | Алабама                                                  | обмен с «Чикаго»                                         |
| 1     | 8    | Атланта Фэлконс             | Дрейк Лондон                                             | WR                                                       | ЮСК                                                      |                                                          |
| 1     | 9    | Сиэтл Сихокс                | Чарлз Кросс                                              | OT                                                       | Миссисипи Стейт                                          | обмен с «Денвером»                                       |
| 1     | 10   | Нью-Йорк Джетс              | Гарретт Уилсон                                           | WR                                                       | Огайо Стейт                                              | обмен с «Сиэтлом»                                        |
| 1     | 11   | Нью-Орлеан Сэйнтс           | Крис Олаве                                               | WR                                                       | Огайо Стейт                                              | обмен с «Вашингтоном»                                    |
| 1     | 12   | Детройт Лайонс              | Джеймисон Уильямс                                        | WR                                                       | Алабама                                                  | обмен с «Миннесотой»                                     |
| 1     | 13   | Филадельфия Иглз            | Джордан Дэвис                                            | DT                                                       | Джорджия                                                 | обмен с «Хьюстоном»                                      |
| 1     | 14   | Балтимор Рэйвенс            | Кайл Хэмилтон                                            | S                                                        | Нотр-Дам                                                 |                                                          |
| 1     | 15   | Хьюстон Тексанс             | Кеньон Грин                                              | G                                                        | Техас A&M                                                | обмен с «Филадельфией»                                   |
| 1     | 16   | Вашингтон Коммандерс        | Джахан Дотсон                                            | WR                                                       | Пенн Стейт                                               | обмен с «Нью-Орлеаном»                                   |
| 1     | 17   | Лос-Анджелес Чарджерс       | Зайон Джонсон                                            | G                                                        | Бостон Колледж                                           |                                                          |
| 1     | 18   | Теннесси Тайтенс            | Трейлон Беркс                                            | WR                                                       | Арканзас                                                 | обмен с «Филадельфией»                                   |
| 1     | 19   | Нью-Орлеан Сэйнтс           | Тревор Пеннинг                                           | OT                                                       | Северная Айова                                           | обмен с «Филадельфией»                                   |
| 1     | 20   | Питтсбург Стилерз           | Кенни Пикетт                                             | QB                                                       | Питтсбург                                                |                                                          |
| 1     | 21   | Канзас-Сити Чифс            | Трент Макдаффи                                           | CB                                                       | Вашингтон                                                | обмен с «Нью-Инглендом»                                  |
| 1     | 22   | Грин-Бэй Пэкерс             | Куэй Уокер                                               | LB                                                       | Джорджия                                                 | обмен с «Лас-Вегасом»                                    |
| 1     | 23   | Баффало Биллс               | Кайир Илам                                               | CB                                                       | Флорида                                                  | обмен с «Балтимором»                                     |
| 1     | 24   | Даллас Каубойс              | Тайлер Смит                                              | OT                                                       | Талса                                                    |                                                          |
| 1     | 25   | Балтимор Рэйвенс            | Тайлер Линдербаум                                        | C                                                        | Айова                                                    | обмен с «Баффало»                                        |
| 1     | 26   | Нью-Йорк Джетс              | Джермейн Джонсон                                         | DE                                                       | Флорида Стейт                                            | обмен с «Теннесси»                                       |
| 1     | 27   | Джэксонвилл Джагуарс        | Девин Ллойд                                              | LB                                                       | Юта                                                      | обмен с «Тампой-Бэй»                                     |
| 1     | 28   | Грин-Бэй Пэкерс             | Девонте Уайатт                                           | DT                                                       | Джорджия                                                 |                                                          |
| 1     | 29   | Нью-Ингленд Пэтриотс        | Коул Стрейндж                                            | G                                                        | Чаттануга                                                | обмен с «Канзас-Сити»                                    |
| 1     | 30   | Канзас-Сити Чифс            | Джордж Карлафтис                                         | DE                                                       | Пердью                                                   |                                                          |
| 1     | 31   | Цинциннати Бенгалс          | Дакстон Хилл                                             | S                                                        | Мичиган                                                  |                                                          |
| 1     | 32   | Миннесота Вайкингс          | Льюис Сине                                               | S                                                        | Джорджия                                                 | обмен с «Детройтом»                                      |
| 2     | 33   | Тампа-Бэй Бакканирс         | Логан Холл                                               | DE                                                       | Хьюстон                                                  | обмен с «Джэксонвиллом»                                  |
| 2     | 34   | Грин-Бэй Пэкерс             | Кристиан Уотсон                                          | WR                                                       | Норт Дакота Стейт                                        | обмен с «Миннесотой»                                     |
| 2     | 35   | Теннесси Тайтенс            | Роджер Маккрири                                          | CB                                                       | Оберн                                                    | обмен с «Нью-Йорк Джетс»                                 |
| 2     | 36   | Нью-Йорк Джетс              | Брис Холл                                                | RB                                                       | Айова Стейт                                              | обмен с «Нью-Йорк Джайентс»                              |
| 2     | 37   | Хьюстон Тексанс             | Джейлен Питре                                            | S                                                        | Бэйлор                                                   |                                                          |
| 2     | 38   | Атланта Фэлконс             | Арнолд Эбикети                                           | DE                                                       | Пенн Стейт                                               | обмен с «Нью-Йорк Джайентс»                              |
| 2     | 39   | Чикаго Беарс                | Кайлер Гордон                                            | CB                                                       | Вашингтон                                                |                                                          |
| 2     | 40   | Сиэтл Сихокс                | Бойе Мафе                                                | DE                                                       | Миннесота                                                | обмен с «Денвером»                                       |
| 2     | 41   | Сиэтл Сихокс                | Кеннет Уокер                                             | RB                                                       | Мичиган Стейт                                            |                                                          |
| 2     | 42   | Миннесота Вайкингс          | Эндрю Бут                                                | CB                                                       | Клемсон                                                  | обмен с «Индианаполисом»                                 |
| 2     | 43   | Нью-Йорк Джайентс           | Уондейл Робинсон                                         | WR                                                       | Кентукки                                                 | обмен с «Атлантой»                                       |
| 2     | 44   | Хьюстон Тексанс             | Джон Метчи                                               | WR                                                       | Алабама                                                  | обмен с «Кливлендом»                                     |
| 2     | 45   | Балтимор Рэйвенс            | Дэвид Оджабо                                             | DE                                                       | Мичиган                                                  |                                                          |
| 2     | 46   | Детройт Лайонс              | Джош Паскаль                                             | DE                                                       | Кентукки                                                 | обмен с «Миннесотой»                                     |
| 2     | 47   | Вашингтон Коммандерс        | Фидариан Мэтис                                           | DT                                                       | Алабама                                                  | обмен с «Индианаполисом»                                 |
| 2     | 48   | Чикаго Беарс                | Джакуан Брискер                                          | S                                                        | Пенн Стейт                                               | обмен с «Лос-Анджелес Чарджерс»                          |
| 2     | 49   | Нью-Орлеан Сэйнтс           | Алонтей Тейлор                                           | CB                                                       | Теннесси                                                 |                                                          |
| 2     | 50   | Нью-Ингленд Пэтриотс        | Тайкуан Торнтон                                          | WR                                                       | Бэйлор                                                   | обмен с «Канзас-Сити»                                    |
| 2     | 51   | Филадельфия Иглз            | Кэм Джургенс                                             | C                                                        | Небраска                                                 |                                                          |
| 2     | 52   | Питтсбург Стилерз           | Джордж Пикенс                                            | WR                                                       | Джорджия                                                 |                                                          |
| 2     | 53   | Индианаполис Колтс          | Алек Пирс                                                | WR                                                       | Цинциннати                                               | обмен с «Миннесотой»                                     |
| 2     | 54   | Канзас-Сити Чифс            | Скай Мур                                                 | WR                                                       | Западный Мичиган                                         | обмен с «Нью-Инглендом»                                  |
| 2     | 55   | Аризона Кардиналс           | Трей Макбрайд                                            | TE                                                       | Колорадо Стейт                                           |                                                          |
| 2     | 56   | Даллас Каубойс              | Сэм Уильямс                                              | DE                                                       | Ол Мисс                                                  |                                                          |
| 2     | 57   | Тампа-Бэй Бакканирс         | Люк Годеке                                               | OT                                                       | Сентрал Мичиган                                          | обмен с «Баффало»                                        |
| 2     | 58   | Атланта Фэлконс             | Трой Андерсен                                            | LB                                                       | Монтана Стейт                                            | обмен с «Теннесси»                                       |
| 2     | 59   | Миннесота Вайкингс          | Эд Инграм                                                | G                                                        | ЛСЮ                                                      | обмен с «Грин-Бэй»                                       |
| 2     | 60   | Цинциннати Бенгалс          | Кэм Тейлор-Бритт                                         | CB                                                       | Небраска                                                 | обмен с «Баффало»                                        |
| 2     | 61   | Сан-Франциско Форти Найнерс | Дрейк Джексон                                            | DE                                                       | ЮСК                                                      |                                                          |
| 2     | 62   | Канзас-Сити Чифс            | Брайан Кук                                               | S                                                        | Цинциннати                                               |                                                          |
| 2     | 63   | Баффало Биллс               | Джеймс Кук                                               | RB                                                       | Джорджия                                                 | обмен с «Цинциннати»                                     |
| 2     | 64   | Денвер Бронкос              | Ник Бонитто                                              | LB                                                       | Оклахома                                                 | обмен с «Лос-Анджелес Рэмс»                              |
| 3     | 65   | Джэксонвилл Джагуарс        | Люк Фортнер                                              | C                                                        | Кентукки                                                 |                                                          |
| 3     | 66   | Миннесота Вайкингс          | Брайан Асамоа                                            | LB                                                       | Оклахома                                                 | обмен с «Детройтом»                                      |
| 3     | 67   | Нью-Йорк Джайентс           | Джошуа Эзуду                                             | G                                                        | Северная Каролина                                        |                                                          |
| 3     | 68   | Кливленд Браунс             | Мартин Эмерсон                                           | CB                                                       | Миссисипи Стейт                                          | обмен с «Хьюстоном»                                      |
| 3     | 69   | Теннесси Тайтенс            | Николас Петит-Фрер                                       | OT                                                       | Огайо Стейт                                              | обмен с «Нью-Йорк Джетс»                                 |
| 3     | 70   | Джэксонвилл Джагуарс        | Чед Мума                                                 | LB                                                       | Вайоминг                                                 | обмен с «Каролиной»                                      |
| 3     | 71   | Чикаго Беарс                | Велус Джонс                                              | WR                                                       | Теннесси                                                 |                                                          |
| 3     | 72   | Сиэтл Сихокс                | Абрахам Лукас                                            | OT                                                       | Вашингтон Стейт                                          |                                                          |
| 3     | 73   | Индианаполис Колтс          | Джелани Вудс                                             | TE                                                       | Виргиния                                                 | обмен с «Вашингтоном»                                    |
| 3     | 74   | Атланта Фэлконс             | Десмонд Риддер                                           | QB                                                       | Цинциннати                                               |                                                          |
| 3     | 75   | Хьюстон Тексанс             | Кристиан Харрис                                          | LB                                                       | Алабама                                                  | обмен с «Денвером»                                       |
| 3     | 76   | Балтимор Рэйвенс            | Тревис Джонс                                             | DT                                                       | Коннектикут                                              |                                                          |
| 3     | 77   | Индианаполис Колтс          | Бернхард Райман                                          | OT                                                       | Сентрал Мичиган                                          | обмен с «Миннесотой»                                     |
| 3     | 78   | Кливленд Браунс             | Алекс Райт                                               | DE                                                       | Алабама—Бирмингем                                        |                                                          |
| 3     | 79   | Лос-Анджелес Чарджерс       | Джей Ти Вудс                                             | S                                                        | Бэйлор                                                   |                                                          |
| 3     | 80   | Денвер Бронкос              | Грег Далсич                                              | TE                                                       | УКЛА                                                     | обмен с «Хьюстоном»                                      |
| 3     | 81   | Нью-Йорк Джайентс           | Кордейл Флотт                                            | CB                                                       | ЛСЮ                                                      | обмен с «Майами»                                         |
| 3     | 82   | Атланта Фэлконс             | Деанджело Мэлоун                                         | LB                                                       | Западный Кентукки                                        | обмен с «Индианаполисом»                                 |
| 3     | 83   | Филадельфия Иглз            | Накобе Дин                                               | LB                                                       | Джорджия                                                 |                                                          |
| 3     | 84   | Питтсбург Стилерз           | Демарвин Леал                                            | DT                                                       | Техас A&M                                                |                                                          |
| 3     | 85   | Нью-Ингленд Пэтриотс        | Маркус Джонс                                             | CB                                                       | Хьюстон                                                  |                                                          |
| 3     | 86   | Теннесси Тайтенс            | Малик Уиллис                                             | QB                                                       | Либерти                                                  | обмен с «Лас-Вегасом»                                    |
| 3     | 87   | Аризона Кардиналс           | Кэмерон Томас                                            | DE                                                       | Сан-Диего Стейт                                          |                                                          |
| 3     | 88   | Даллас Каубойс              | Джейлен Толберт                                          | WR                                                       | Южная Алабама                                            |                                                          |
| 3     | 89   | Баффало Биллс               | Террелл Бернард                                          | LB                                                       | Бэйлор                                                   |                                                          |
| 3     | 90   | Лас-Вегас Рэйдерс           | Дилан Парэм                                              | G                                                        | Мемфис                                                   | обмен с «Теннесси»                                       |
| 3     | 91   | Тампа-Бэй Бакканирс         | Рашад Уайт                                               | RB                                                       | Аризона Стейт                                            |                                                          |
| 3     | 92   | Грин-Бэй Пэкерс             | Шон Райан                                                | OT                                                       | УКЛА                                                     |                                                          |
| 3     | 93   | Сан-Франциско Форти Найнерс | Тирион Дэвис-Прайс                                       | RB                                                       | ЛСЮ                                                      |                                                          |
| 3     | 94   | Каролина Пэнтерс            | Мэтт Коррал                                              | QB                                                       | Ол Мисс                                                  | обмен с «Нью-Инглендом»                                  |
| 3     | 95   | Цинциннати Бенгалс          | Закари Картер                                            | DT                                                       | Флорида                                                  |                                                          |
| 3     | 96   | Индианаполис Колтс          | Ник Кросс                                                | S                                                        | Мэриленд                                                 | обмен с «Денвером»                                       |
| 3     | 97*  | Детройт Лайонс              | Керби Джозеф                                             | S                                                        | Иллинойс                                                 |                                                          |
| 3     | 98*  | Вашингтон Коммандерс        | Брайан Робинсон                                          | RB                                                       | Алабама                                                  | обмен с «Нью-Орлеаном»                                   |
| 3     | 99*  | Кливленд Браунс             | Дэвид Белл                                               | WR                                                       | Пердью                                                   | резолюция JC-2A                                          |
| 3     | 100* | Аризона Кардиналс           | Майджей Сандерс                                          | DE                                                       | Цинциннати                                               | резолюция JC-2A обмен с «Балтимором»                     |
| 3     | 101* | Нью-Йорк Джетс              | Джереми Ракерт                                           | TE                                                       | Огайо Стейт                                              | резолюция JC-2A обмен с «Теннесси»                       |
| 3     | 102* | Майами Долфинс              | Ченнинг Тиндолл                                          | LB                                                       | Джорджия                                                 | резолюция JC-2A обмен с «Сан-Франциско»                  |
| 3     | 103* | Канзас-Сити Чифс            | Лео Шеналь                                               | LB                                                       | Висконсин                                                | резолюция JC-2A                                          |
| 3     | 104* | Лос-Анджелес Рэмс           | Логан Брасс                                              | G                                                        | Висконсин                                                | резолюция JC-2A                                          |
| 3     | 105* | Сан-Франциско Форти Найнерс | Дэнни Грей                                               | WR                                                       | СМЮ                                                      | резолюция JC-2A                                          |
| 4     | 106  | Тампа-Бэй Бакканирс         | Кейд Оттон                                               | TE                                                       | Вашингтон                                                | обмен с «Джэксонвиллом»                                  |
| 4     | 107  | Хьюстон Тексанс             | Деймеон Пирс                                             | RB                                                       | Флорида                                                  | обмен с «Кливлендом»                                     |
| 4     | 108  | Кливленд Браунс             | Перрион Уинфри                                           | DT                                                       | Оклахома                                                 | обмен с «Хьюстоном»                                      |
| 4     | 109  | Сиэтл Сихокс                | Коби Брайант                                             | CB                                                       | Цинциннати                                               | обмен с «Нью-Йорк Джетс»                                 |
| 4     | 110  | Балтимор Рэйвенс            | Дэниел Фалеле                                            | OT                                                       | Миннесота                                                | обмен с «Нью-Йорк Джайентс»                              |
| 4     | 111  | Нью-Йорк Джетс              | Макс Митчелл                                             | OT                                                       | Луизиана                                                 | обмен с «Каролиной»                                      |
| 4     | 112  | Нью-Йорк Джайентс           | Дэниел Беллинджер                                        | TE                                                       | Сан-Диего Стейт                                          | обмен с «Чикаго»                                         |
| 4     | 113  | Вашингтон Коммандерс        | Перси Батлер                                             | S                                                        | Луизиана                                                 |                                                          |
| 4     | 114  | Нью-Йорк Джайентс           | Дейн Белтон                                              | S                                                        | Айова                                                    | обмен с «Атлантой»                                       |
| 4     | 115  | Денвер Бронкос              | Дамарри Мэтис                                            | CB                                                       | Питтсбург                                                |                                                          |
| 4     | 116  | Денвер Бронкос              | Эйома Увазурике                                          | DT                                                       | Айова Стейт                                              | обмен с «Сиэтлом»                                        |
| 4     | 117  | Нью-Йорк Джетс              | Майкл Клемонс                                            | DE                                                       | Техас A&M                                                | обмен с «Миннесотой»                                     |
| 4     | 118  | Миннесота Вайкингс          | Экейлеб Эванс                                            | CB                                                       | Миссури                                                  | обмен с «Кливлендом»                                     |
| 4     | 119  | Балтимор Рэйвенс            | Джейлин Армор-Дэвис                                      | CB                                                       | Алабама                                                  |                                                          |
| 4     | 120  | Каролина Пэнтерс            | Брэндон Смит                                             | LB                                                       | Пенн Стейт                                               | обмен с «Вашингтоном»                                    |
| 4     | 121  | Нью-Ингленд Пэтриотс        | Джек Джонс                                               | CB                                                       | Аризона Стейт                                            | обмен с «Канзас-Сити»                                    |
| 4     | 122  | Лас-Вегас Рэйдерс           | Замир Уайт                                               | RB                                                       | Джорджия                                                 | обмен с «Миннесотой»                                     |
| 4     | 123  | Лос-Анджелес Чарджерс       | Айзейя Спиллер                                           | RB                                                       | Техас A&M                                                |                                                          |
| 4     | 124  | Кливленд Браунс             | Кейд Йорк                                                | K                                                        | ЛСЮ                                                      | обмен с «Хьюстоном»                                      |
| 4     | 125  | Майами Долфинс              | Эрик Эзуканма                                            | WR                                                       | Техас Тек                                                | обмен с «Питтсбургом»                                    |
| 4     | 126  | Лас-Вегас Рэйдерс           | Нил Фаррелл                                              | DT                                                       | ЛСЮ                                                      | обмен с «Миннесотой»                                     |
| 4     | 127  | Нью-Ингленд Пэтриотс        | Пьер Стронг                                              | RB                                                       | Саут Дакота Стейт                                        |                                                          |
| 4     | 128  | Балтимор Рэйвенс            | Чарли Колар                                              | TE                                                       | Айова Стейт                                              | обмен с «Аризоной»                                       |
| 4     | 129  | Даллас Каубойс              | Джейк Фергюсон                                           | TE                                                       | Висконсин                                                |                                                          |
| 4     | 130  | Балтимор Рэйвенс            | Джордан Стаут                                            | P                                                        | Пенн Стейт                                               | обмен с «Баффало»                                        |
| 4     | 131  | Теннесси Тайтенс            | Хассан Хаскинс                                           | RB                                                       | Мичиган                                                  |                                                          |
| 4     | 132  | Грин-Бэй Пэкерс             | Ромео Дабс                                               | WR                                                       | Невада                                                   |                                                          |
| 4     | 133  | Тампа-Бэй Бакканирс         | Джейк Камарда                                            | P                                                        | Джорджия                                                 |                                                          |
| 4     | 134  | Сан-Франциско Форти Найнерс | Спенсер Берфорд                                          | OT                                                       | УТСА                                                     |                                                          |
| 4     | 135  | Канзас-Сити Чифс            | Джошуа Уильямс                                           | CB                                                       | Фейетвилл Стейт                                          |                                                          |
| 4     | 136  | Цинциннати Бенгалс          | Корделл Волсон                                           | OT                                                       | Норт Дакота Стейт                                        |                                                          |
| 4     | 137  | Нью-Ингленд Пэтриотс        | Бейли Заппе                                              | QB                                                       | Западный Кентукки                                        | обмен с «Каролиной»                                      |
| 4     | 138* | Питтсбург Стилерз           | Келвин Остин                                             | WR                                                       | Мемфис                                                   |                                                          |
| 4     | 139* | Балтимор Рэйвенс            | Айзейя Лайкли                                            | TE                                                       | Прибрежная Каролина                                      |                                                          |
| 4     | 140* | Грин-Бэй Пэкерс             | Зак Том                                                  | G                                                        | Уэйк Форест                                              |                                                          |
| 4     | 141* | Балтимор Рэйвенс            | Дамарион Уильямс                                         | CB                                                       | Хьюстон                                                  |                                                          |
| 4     | 142* | Лос-Анджелес Рэмс           | Декоби Дюрант                                            | CB                                                       | Саут Каролина Стейт                                      |                                                          |
| 4     | 143* | Теннесси Тайтенс            | Чигозем Оконкво                                          | TE                                                       | Мэриленд                                                 |                                                          |
| 5     | 144  | Вашингтон Коммандерс        | Сэм Хауэлл                                               | QB                                                       | Северная Каролина                                        | обмен с «Каролиной»                                      |
| 5     | 145  | Канзас-Сити Чифс            | Дэриан Киннард                                           | OT                                                       | Кентукки                                                 | обмен с «Сиэтлом»                                        |
| 5     | 146  | Нью-Йорк Джайентс           | Майка Макфадден                                          | LB                                                       | Индиана                                                  | обмен с «Нью-Йорк Джетс»                                 |
| 5     | 147  | Нью-Йорк Джайентс           | Ди Джей Дэвидсон                                         | DT                                                       | Аризона Стейт                                            |                                                          |
| 5     | 148  | Баффало Биллс               | Калил Шакир                                              | WR                                                       | Бойсе Стейт                                              | обмен с «Чикаго»                                         |
| 5     | 149  | Вашингтон Коммандерс        | Коул Тернер                                              | TE                                                       | Невада                                                   | обмен с «Каролиной»                                      |
| 5     | 150  | Хьюстон Тексанс             | Томас Букер                                              | DT                                                       | Стэнфорд                                                 | обмен с «Чикаго»                                         |
| 5     | 151  | Атланта Фэлконс             | Тайлер Алджир                                            | RB                                                       | Бригам Янг                                               |                                                          |
| 5     | 152  | Денвер Бронкос              | Деларрин Тернер-Йелл                                     | S                                                        | Оклахома                                                 |                                                          |
| 5     | 153  | Сиэтл Сихокс                | Тарик Вулен                                              | CB                                                       | УТСА                                                     |                                                          |
| 5     | 154  | Джэксонвилл Джагуарс        | Снуп Коннер                                              | RB                                                       | Ол Мисс                                                  | обмен с «Филадельфией»                                   |
| 5     | 155  | Даллас Каубойс              | Мэтт Валецко                                             | OT                                                       | Северная Дакота                                          | обмен с «Кливлендом»                                     |
| 5     | 156  | Кливленд Браунс             | Джером Форд                                              | RB                                                       | Цинциннати                                               | обмен с «Миннесотой»                                     |
| 5     | 157  | Тампа-Бэй Бакканирс         | Зайон Макколлум                                          | CB                                                       | Сэм Хьюстон Стейт                                        | обмен с «Джэксонвиллом»                                  |
| 5     | 158  | Сиэтл Сихокс                | Тайрик Смит                                              | DE                                                       | Огайо Стейт                                              | обмен с «Канзас-Сити»                                    |
| 5     | 159  | Индианаполис Колтс          | Эрик Джонсон                                             | DT                                                       | Миссури Стейт                                            |                                                          |
| 5     | 160  | Лос-Анджелес Чарджерс       | Отито Огбонна                                            | DT                                                       | УКЛА                                                     |                                                          |
| 5     | 161  | Нью-Орлеан Сэйнтс           | Демарко Джексон                                          | LB                                                       | Аппалачиан Стейт                                         |                                                          |
| 5     | 162  | Денвер Бронкос              | Монтрелл Вашингтон                                       | WR                                                       | Сэмфорд                                                  | обмен с «Хьюстоном»                                      |
| 5     | 163  | Теннесси Тайтенс            | Кайл Филипс                                              | WR                                                       | УКЛА                                                     | обмен с «Нью-Йорк Джетс»                                 |
| 5     | 164  | Лос-Анджелес Рэмс           | Кайрен Уильямс                                           | RB                                                       | Нотр-Дам                                                 | обмен с «Лас-Вегасом»                                    |
| 5     | 165  | Миннесота Вайкингс          | Эсези Отомево                                            | DE                                                       | Миннесота                                                | обмен с «Лас-Вегасом»                                    |
| 5     | 166  | Цинциннати Бенгалс          | Тайсен Андерсон                                          | S                                                        | Толидо                                                   | обмен с «Чикаго»                                         |
| 5     | 167  | Даллас Каубойс              | Дарон Бланд                                              | CB                                                       | Фресно Стейт                                             |                                                          |
| 5     | 168  | Чикаго Беарс                | Брэкстон Джонс                                           | OT                                                       | Южная Юта                                                | обмен с «Баффало»                                        |
| 5     | 169  | Миннесота Вайкингс          | Тай Чендлер                                              | RB                                                       | Северная Каролина                                        | обмен с «Лас-Вегасом»                                    |
| 5     | 170  | Хьюстон Тексанс             | Тиган Куиториано                                         | TE                                                       | Орегон Стейт                                             | обмен с «Нью-Инглендом»                                  |
| 5     | 171  | Денвер Бронкос              | Люк Уоттенберг                                           | C                                                        | Вашингтон                                                | обмен с «Грин-Бэй»                                       |
| 5     | 172  | Сан-Франциско Форти Найнерс | Сэмюэл Уомак                                             | CB                                                       | Толидо                                                   |                                                          |
| 5     | 173  | Нью-Йорк Джайентс           | Маркус Маккитан                                          | G                                                        | Северная Каролина                                        | обмен с «Балтимором»                                     |
| 5     | 174  | Чикаго Беарс                | Доминик Робинсон                                         | DE                                                       | Майами (Огайо)                                           | обмен с «Цинциннати»                                     |
| 5     | 175  | Лас-Вегас Рэйдерс           | Мэттью Батлер                                            | DE                                                       | Теннесси                                                 | обмен с «Лос-Анджелес Рэмс»                              |
| 5     | 176* | Даллас Каубойс              | Деймон Кларк                                             | LB                                                       | ЛСЮ                                                      |                                                          |
| 5     | 177* | Детройт Лайонс              | Джеймс Митчелл                                           | TE                                                       | Виргиния Тек                                             |                                                          |
| 5     | 178* | Даллас Каубойс              | Джон Риджуэй                                             | DT                                                       | Арканзас                                                 |                                                          |
| 5     | 179* | Грин-Бэй Пэкерс             | Кингсли Энагбаре                                         | DE                                                       | Южная Каролина                                           | обмен с «Денвером»                                       |
| 6     | 180  | Баффало Биллс               | Мэтт Араиза                                              | P                                                        | Сан-Диего Стейт                                          | обмен с «Тампой-Бэй»                                     |
| 6     | 181  | Филадельфия Иглз            | Кайрон Джонсон                                           | LB                                                       | Канзас                                                   | обмен с «Детройтом»                                      |
| 6     | 182  | Нью-Йорк Джайентс           | Дэрриан Биверс                                           | LB                                                       | Цинциннати                                               |                                                          |
| 6     | 183  | Нью-Ингленд Пэтриотс        | Кевин Харрис                                             | RB                                                       | Южная Каролина                                           | обмен с «Хьюстоном»                                      |
| 6     | 184  | Миннесота Вайкингс          | Ведериан Лоу                                             | OT                                                       | Иллинойс                                                 | обмен с «Нью-Йорк Джетс»                                 |
| 6     | 185  | Баффало Биллс               | Кристиан Бенфорд                                         | CB                                                       | Вилланова                                                | обмен с «Каролиной»                                      |
| 6     | 186  | Чикаго Беарс                | Закари Томас                                             | OT                                                       | Сан-Диего Стейт                                          |                                                          |
| 6     | 187  | Сан-Франциско Форти Найнерс | Ник Закель                                               | OT                                                       | Фордем                                                   | обмен с «Денвером»                                       |
| 6     | 188  | Детройт Лайонс              | Малколм Родригес                                         | LB                                                       | Оклахома Стейт                                           | обмен с «Филадельфией»                                   |
| 6     | 189  | Каролина Пэнтерс            | Амаре Барно                                              | LB                                                       | Виргиния Тек                                             | обмен с «Вашингтоном»                                    |
| 6     | 190  | Атланта Фэлконс             | Джастин Шаффер                                           | G                                                        | Джорджия                                                 |                                                          |
| 6     | 191  | Миннесота Вайкингс          | Джейлен Нейлор                                           | WR                                                       | Мичиган Стейт                                            | обмен с «Канзас-Сити»                                    |
| 6     | 192  | Индианаполис Колтс          | Эндрю Оглтри                                             | TE                                                       | Янгстаун Стейт                                           | обмен с «Миннесотой»                                     |
| 6     | 193  | Даллас Каубойс              | Девин Харпер                                             | LB                                                       | Оклахома Стейт                                           | обмен с «Кливлендом»                                     |
| 6     | 194  | Нью-Орлеан Сэйнтс           | Джордан Джексон                                          | DT                                                       | Эйр Форс                                                 | обмен с «Филадельфией»                                   |
| 6     | 195  | Лос-Анджелес Чарджерс       | Джамари Сэльер                                           | G                                                        | Джорджия                                                 |                                                          |
| 6     | —    | Нью-Орлеан Сэйнтс           | клуб лишён выбора за нарушение протокола НФЛ по COVID-19 | клуб лишён выбора за нарушение протокола НФЛ по COVID-19 | клуб лишён выбора за нарушение протокола НФЛ по COVID-19 | клуб лишён выбора за нарушение протокола НФЛ по COVID-19 |
| 6     | 196  | Балтимор Рэйвенс            | Тайлер Бади                                              | RB                                                       | Миссури                                                  | обмен с «Майами»                                         |
| 6     | 197  | Джэксонвилл Джагуарс        | Грегори Джуниор                                          | CB                                                       | Уашита Баптист                                           | обмен с «Филадельфией»                                   |
| 6     | 198  | Филадельфия Иглз            | Грант Калькатерра                                        | TE                                                       | СМЮ                                                      | обмен с «Джэксонвиллом»                                  |
| 6     | 199  | Каролина Пэнтерс            | Кейд Мейс                                                | G                                                        | Теннесси                                                 | обмен с «Лас-Вегасом»                                    |
| 6     | 200  | Нью-Ингленд Пэтриотс        | Сэм Робертс                                              | DE                                                       | Нортвест Миссури Стейт                                   |                                                          |
| 6     | 201  | Аризона Кардиналс           | Кеонтей Инграм                                           | RB                                                       | ЮСК                                                      |                                                          |
| 6     | 202  | Кливленд Браунс             | Майкл Вудс                                               | WR                                                       | Оклахома                                                 | обмен с «Далласом»                                       |
| 6     | 203  | Чикаго Беарс                | Трестан Эбнер                                            | RB                                                       | Бэйлор                                                   | обмен с «Баффало»                                        |
| 6     | 204  | Теннесси Тайтенс            | Тео Джексон                                              | S                                                        | Теннесси                                                 |                                                          |
| 6     | 205  | Хьюстон Тексанс             | Остин Декулус                                            | OT                                                       | ЛСЮ                                                      | обмен с «Грин-Бэй»                                       |
| 6     | 206  | Денвер Бронкос              | Мэтт Хеннингсен                                          | DT                                                       | Висконсин                                                | обмен с «Филадельфией»                                   |
| 6     | 207  | Чикаго Беарс                | Дуг Крамер                                               | C                                                        | Иллинойс                                                 | обмен с «Хьюстоном»                                      |
| 6     | 208  | Питтсбург Стилерз           | Коннор Хейуорд                                           | RB                                                       | Мичиган Стейт                                            | обмен с «Канзас-Сити»                                    |
| 6     | 209  | Баффало Биллс               | Люк Тенута                                               | OT                                                       | Виргиния Тек                                             | обмен с «Цинциннати»                                     |
| 6     | 210  | Нью-Ингленд Пэтриотс        | Чейзен Хайнс                                             | G                                                        | ЛСЮ                                                      | обмен с «Лос-Анджелес Рэмс»                              |
| 6     | 211* | Лос-Анджелес Рэмс           | Квентин Лейк                                             | S                                                        | УКЛА                                                     |                                                          |
| 6     | 212* | Лос-Анджелес Рэмс           | Дерион Кендрик                                           | CB                                                       | Джорджия                                                 |                                                          |
| 6     | 213* | Атланта Фэлконс             | Джон Фицпатрик                                           | TE                                                       | Джорджия                                                 |                                                          |
| 6     | 214* | Лос-Анджелес Чарджерс       | Джасир Тейлор                                            | CB                                                       | Уэйк Форест                                              |                                                          |
| 6     | 215* | Аризона Кардиналс           | Леситус Смит                                             | G                                                        | Виргиния Тек                                             |                                                          |
| 6     | 216* | Индианаполис Колтс          | Кертис Брукс                                             | DT                                                       | Цинциннати                                               |                                                          |
| 6     | 217* | Детройт Лайонс              | Джеймс Хьюстон                                           | LB                                                       | Джексон Стейт                                            |                                                          |
| 6     | 218* | Тампа-Бэй Бакканирс         | Ко Кифт                                                  | TE                                                       | Миннесота                                                | обмен с «Лос-Анджелес Рэмс»                              |
| 6     | 219* | Теннесси Тайтенс            | Ченс Кэмпбелл                                            | LB                                                       | Ол Мисс                                                  |                                                          |
| 6     | 220* | Сан-Франциско Форти Найнерс | Калия Дэвис                                              | DT                                                       | Центральная Флорида                                      |                                                          |
| 6     | 221* | Сан-Франциско Форти Найнерс | Тарик Кастро-Филдс                                       | CB                                                       | Пенн Стейт                                               |                                                          |
| 7     | 222  | Джэксонвилл Джагуарс        | Монтарик Браун                                           | CB                                                       | Арканзас                                                 |                                                          |
| 7     | 223  | Кливленд Браунс             | Айзейя Томас                                             | DE                                                       | Оклахома                                                 | обмен с «Детройтом»                                      |
| 7     | 224  | Майами Долфинс              | Кэмерон Гуд                                              | LB                                                       | Калифорния                                               | обмен с «Балтимором»                                     |
| 7     | 225  | Питтсбург Стилерз           | Марк Робинсон                                            | LB                                                       | Ол Мисс                                                  | обмен с «Нью-Йорк Джетс»                                 |
| 7     | 226  | Чикаго Беарс                | Джатайри Картер                                          | G                                                        | Сазерн                                                   | обмен с «Цинциннати»                                     |
| 7     | 227  | Миннесота Вайкингс          | Ник Мьюз                                                 | TE                                                       | Южная Каролина                                           | обмен с «Лас-Вегасом»                                    |
| 7     | 228  | Грин-Бэй Пэкерс             | Тарик Карпентер                                          | LB                                                       | Джорджия Тек                                             | обмен с «Хьюстоном»                                      |
| 7     | 229  | Сиэтл Сихокс                | Бо Мелтон                                                | WR                                                       | Ратгерс                                                  |                                                          |
| 7     | 230  | Вашингтон Коммандерс        | Крис Полс                                                | G                                                        | Талса                                                    |                                                          |
| 7     | 231  | Баффало Биллс               | Бейлон Спектор                                           | LB                                                       | Клемсон                                                  | обмен с «Атлантой»                                       |
| 7     | 232  | Денвер Бронкос              | Фейон Хикс                                               | CB                                                       | Висконсин                                                |                                                          |
| 7     | 233  | Сиэтл Сихокс                | Дарек Янг                                                | WR                                                       | Ленуар-Райн                                              | обмен с «Канзас-Сити»                                    |
| 7     | 234  | Грин-Бэй Пэкерс             | Джонатан Форд                                            | DT                                                       | Майами                                                   | обмен с «Денвером»                                       |
| 7     | 235  | Лос-Анджелес Рэмс           | Дэниел Харди                                             | LB                                                       | Монтана Стейт                                            | обмен с «Тампой-Бэй»                                     |
| 7     | 236  | Лос-Анджелес Чарджерс       | Дин Леонард                                              | CB                                                       | Ол Мисс                                                  |                                                          |
| 7     | 237  | Детройт Лайонс              | Чейз Лукас                                               | CB                                                       | Аризона Стейт                                            | обмен с «Филадельфией»                                   |
| 7     | 238  | Лас-Вегас Рэйдерс           | Тайер Манфорд                                            | OT                                                       | Огайо Стейт                                              | обмен с «Лос-Анджелес Рэмс»                              |
| 7     | 239  | Индианаполис Колтс          | Родни Томас                                              | S                                                        | Йель                                                     |                                                          |
| 7     | 240  | Вашингтон Коммандерс        | Кристиан Холмс                                           | CB                                                       | Оклахома Стейт                                           | обмен с «Индианаполисом»                                 |
| 7     | 241  | Питтсбург Стилерз           | Крис Оладокун                                            | QB                                                       | Саут Дакота Стейт                                        |                                                          |
| 7     | 242  | Каролина Пэнтерс            | Кейлон Барнс                                             | CB                                                       | Бэйлор                                                   | обмен с «Майами»                                         |
| 7     | 243  | Канзас-Сити Чифс            | Джейлен Уотсон                                           | CB                                                       | Вашингтон Стейт                                          | обмен с «Нью-Инглендом»                                  |
| 7     | 244  | Аризона Кардиналс           | Кристиан Мэттью                                          | CB                                                       | Валдоста Стейт                                           |                                                          |
| 7     | 245  | Нью-Ингленд Пэтриотс        | Эндрю Штубер                                             | G                                                        | Мичиган                                                  | обмен с «Хьюстоном»                                      |
| 7     | 246  | Кливленд Браунс             | Доусон Дейтон                                            | C                                                        | Техас Тек                                                | обмен с «Баффало»                                        |
| 7     | 247  | Майами Долфинс              | Скайлер Томпсон                                          | QB                                                       | Канзас Стейт                                             | обмен с «Теннесси»                                       |
| 7     | 248  | Тампа-Бэй Бакканирс         | Андре Энтони                                             | DE                                                       | ЛСЮ                                                      |                                                          |
| 7     | 249  | Грин-Бэй Пэкерс             | Рашид Уокер                                              | OT                                                       | Пенн Стейт                                               |                                                          |
| 7     | 250  | Лас-Вегас Рэйдерс           | Бриттен Браун                                            | RB                                                       | УКЛА                                                     | обмен с «Миннесотой»                                     |
| 7     | 251  | Канзас-Сити Чифс            | Айзейя Пачеко                                            | RB                                                       | Ратгерс                                                  |                                                          |
| 7     | 252  | Цинциннати Бенгалс          | Джеффри Гантер                                           | DE                                                       | Прибрежная Каролина                                      |                                                          |
| 7     | 253  | Лос-Анджелес Рэмс           | Расс Йейст                                               | S                                                        | Канзас Стейт                                             |                                                          |
| 7     | 254* | Чикаго Беарс                | Элайджа Хикс                                             | S                                                        | Калифорния                                               | обмен с «Лос-Анджелес Чарджерс»                          |
| 7     | 255* | Чикаго Беарс                | Трентон Гилл                                             | P                                                        | Эн Си Стейт                                              | обмен с «Лос-Анджелес Чарджерс»                          |
| 7     | 256* | Аризона Кардиналс           | Джесси Лукета                                            | LB                                                       | Пенн Стейт                                               |                                                          |
| 7     | 257* | Аризона Кардиналс           | Маркиз Хэйс                                              | G                                                        | Оклахома                                                 |                                                          |
| 7     | 258* | Грин-Бэй Пэкерс             | Самори Туре                                              | WR                                                       | Небраска                                                 |                                                          |
| 7     | 259* | Канзас-Сити Чифс            | Нази Джонсон                                             | S                                                        | Маршалл                                                  |                                                          |
| 7     | 260* | Лос-Анджелес Чарджерс       | Зандер Хорват                                            | RB                                                       | Пердью                                                   |                                                          |
| 7     | 261* | Лос-Анджелес Рэмс           | Эй Джей Аркури                                           | OT                                                       | Мичиган Стейт                                            | обмен с «Тампой-Бэй»                                     |
| 7     | 262* | Сан-Франциско Форти Найнерс | Брок Перди                                               | QB                                                       | Айова Стейт                                              |                                                          |

## Комментарии
1. 1 2  29 апреля 2021 года «Нью-Йорк Джайентс» получили выборы первого (20-й) и пятого (164-й) раундов драфта 2021 года, и выборы первого (7-й) и четвёртого (112-й) раундов драфта 2022 года от «Чикаго», отдав выбор первого (11-й) раунда драфта 2021 года[13].
2. 1 2 3  16 марта 2022 года «Сиэтл Сихокс» получили выборы первого (9-й), второго (40-й) и пятого (152-й) раундов драфта 2022 года, выборы первого и второго раундов драфта 2023 года, квотербека Дрю Лока, ди-энда Шелби Харриса и тайт-энда Ноа Фэнта от «Денвера», отдав выбор четвёртого (116-й) раунда драфта 2022 года и квотербека Расселла Уилсона[14].
3. 1 2  25 июля 2020 года «Нью-Йорк Джетс» получили выборы первого (23-й) и третьего (86-й) раундов драфта 2021 года, выбор первого (10-й) раунда драфта 2022 года и сэйфти Брэдли Макдугалда от «Сиэтла», отдав выбор четвёртого (109-й) раунда драфта 2022 года и сэйфти Джамала Адамса[15].
4. 1 2 3  28 апреля 2022 года «Нью-Орлеан Сэйнтс» получили выбор первого (11-й) раунда драфта 2022 года от «Вашингтона», отдав выборы первого (16-й), третьего (98-й) и четвёртого (120-й) раундов драфта 2022 года[16].
5. 1 2 3 4  28 апреля 2022 года «Детройт Лайонс» получили выборы первого (12-й) и второго (46-й) раундов драфта 2022 года от «Миннесоты», отдав выборы первого (32-й), второго (34-й) и третьего (66-й) раундов драфта 2022 года[17].
6. 1 2  28 апреля 2022 года «Филадельфия Иглз» получили выбор первого (13-й) раунда драфта 2022 года от «Хьюстона», отдав выборы первого (15-й), четвёртого (124-й) и пятого (162-й и 166-й) раундов драфта 2022 года[18].
7. ↑  28 апреля 2022 года «Теннесси Тайтенс» получили выборы первого (18-й) и третьего (101-й) раундов драфта 2022 года от «Филадельфии», отдав принимающего Эй Джея Брауна[19].
8. 1 2  4 апреля 2022 года «Нью-Орлеан Сэйнтс» получили выборы первого (16-й и 19-й) и шестого (194-й) раунда драфта 2022 года от «Филадельфии», отдав выборы первого (18-й), третьего (101-й) и седьмого (237-й) раундов драфта 2022 года, выбор первого раунда драфта 2023 года и выбор второго раунда драфта 2024 года[20].
9. 1 2 3  28 апреля 2022 года «Канзас-Сити Чифс» получили выбор первого (21-й) раунда драфта 2022 года от «Нью-Ингленда», отдав выборы первого (29-й), третьего (94-й) и четвёртого (121-й) раундов драфта 2022 года[21].
10. ↑  17 марта 2022 года «Грин-Бэй Пэкерс» получили выборы первого (22-й) и второго (53-й) раундов драфта 2022 года от «Лас-Вегаса», отдав принимающего Даванте Адамса[22].
11. 1 2 3  28 апреля 2022 года «Баффало Биллс» получили выбор первого (23-й) раунда драфта 2022 года от «Балтимора», отдав выборы первого (25-й) и четвёртого (130-й) раундов драфта 2022 года[23].
12. 1 2 3 4 5  28 апреля 2022 года «Нью-Йорк Джетс» получили выборы первого (26-й) и третьего (101-й) раундов драфта 2022 года от «Теннесси», отдав выборы второго (35-й), третьего (69-й) и пятого (163-й) раундов драфта 2022 года[24].
13. 1 2 3  28 апреля 2022 года «Джэксонвилл Джагуарс» получили выбор первого (27-й) раунда драфта 2022 года от «Тампы-Бэй», отдав выборы второго (33-й), четвёртого (106-й) и шестого (180-й) раундов драфта 2022 года[25].
14. 1 2  29 апреля 2022 года «Грин-Бэй Пэкерс» получили выбор второго (34-й) раунда драфта 2022 года от «Миннесоты», отдав выборы второго (53-й и 59-й) раунда драфта 2022 года[26].
15. 1 2  29 апреля 2022 года «Нью-Йорк Джетс» получили выбор второго (36-й) раунда драфта 2022 года от «Нью-Йорк Джайентс», отдав выборы второго (38-й) и пятого (146-й) раундов драфта 2022 года[27].
16. 1 2 3  29 апреля 2022 года «Атланта Фэлконс» получили выбор второго (38-й) раунда драфта 2022 года от «Нью-Йорк Джайентс», отдав выборы второго (43-й) и четвёртого (114-й) раундов драфта 2022 года[28].
17. 1 2 3 4  29 апреля 2022 года «Миннесота Вайкингс» получили выборы второго (42-й) и четвёртого (122-й) раундов драфта 2022 года от «Индианаполиса», отдав выборы второго (53-й), третьего (77-й) и шестого (192-й) раундов драфта 2022 года[29].
18. 1 2 3 4  29 апреля 2022 года «Хьюстон Тексанс» получили выборы второго (44-й) и четвёртого (107-й) раундов драфта 2022 года от «Кливленда», отдав выборы третьего (68-й) и четвёртого (108-й и 124-й) раундов драфта 2022 года[30].
19. 1 2 3  18 марта 2022 года «Вашингтон Коммандерс» получили выборы второго (47-й) и седьмого (240-й) раундов драфта 2022 года от «Индианаполиса», отдав выборы второго (42-й) и третьего (73-й) раундов драфта 2022 года, условный выбор третьего раунда драфта 2023 года и квотербека Карсона Венца[31].
20. ↑  18 марта 2022 года «Чикаго Беарс» получили выбор второго (48-й) раунда драфта 2022 года и выбор шестого раунда драфта 2023 года от «Лос-Анджелес Чарджерс», отдав ди-энда Калила Мака[32].
21. 1 2  29 апреля 2022 года «Нью-Ингленд Пэтриотс» получили выбор второго (50-й) раунда драфта 2022 года от «Канзас-Сити», отдав выборы второго (54-й) и пятого (158-й) раундов драфта 2022 года[33].
22. 1 2  29 апреля 2022 года «Тампа-Бэй Бакканирс» получили выбор второго (57-й) раунда драфта 2022 года от «Баффало», отдав выборы второго (60-й) и шестого (180-й) раундов драфта 2022 года[34].
23. ↑  6 июня 2021 года «Атланта Фэлконс» получили выбор второго (58-й) раунда драфта 2022 года и выбор четвёртого раунда драфта 2023 года от «Теннесси Тайтенс», отдав выбор шестого раунда драфта 2023 года и принимающего Хулио Джонса[35].
24. 1 2 3  29 апреля 2022 года «Цинциннати Бенгалс» получили выбор второго (60-й) раунда драфта 2022 года от «Баффало», отдав выборы второго (63-й) и шестого (209-й) раундов драфта 2022 года[36].
25. ↑  1 ноября 2021 года «Денвер Бронкос» получили выборы второго (64-й) и третьего (96-й) раунда драфта 2022 года от «Лос-Анджелес Рэмс», отдав лайнбекера Вона Миллера[37].
26. ↑  27 сентября 2021 года «Джэксонвилл Джагуарс» получили выбор третьего (70-й) раунда драфта 2022 года и тайт-энда Дэна Арнолда от «Каролины», отдав выбор пятого (144-й) раунда драфта 2022 года и корнербека Си Джея Хендерсона[38].
27. 1 2 3  29 апреля 2022 года «Хьюстон Тексанс» получили выбор третьего (75-й) раунда драфта 2022 года от «Денвера», отдав выборы третьего (80-й) и пятого (162-й) раундов драфта 2022 года[39].
28. ↑  30 апреля 2021 года «Нью-Йорк Джайентс» получили выбор второго (50-й) раунда драфта 2021 года и выбор третьего (81-й) раунда драфта 2022 года от «Майами», отдав выбор второго (42-й) раунда драфта 2021 года[40].
29. ↑  21 марта 2022 года «Атланта Фэлконс» получили выбор третьего (82-й) раунда драфта 2022 года от «Индианаполиса», отдав квотербека Мэтта Райана[41].
30. 1 2  29 апреля 2022 года «Теннесси Тайтенс» получили выбор третьего (86-й) раунда драфта 2022 года от «Лас-Вегаса», отдав выборы третьего (90-й) и пятого (169-й) раундов драфта 2022 года[42].
31. 1 2  29 апреля 2022 года «Каролина Пэнтерс» получили выбор третьего (94-й) раунда драфта 2022 года от «Нью-Ингленда», отдав выбор четвёртого (137-й) раунда драфта 2022 года и выбор третьего раунда драфта 2023 года[43].
32. ↑  29 апреля 2022 года «Индианаполис Колтс» получили выбор третьего (96-й) раунда драфта 2022 года от «Денвера», отдав выбор пятого (179-й) раунда драфта 2022 года и выбор третьего раунда драфта 2023 года[44].
33. ↑  Выбор получен в связи с назначением вице-президента клуба по футбольным операциям Квеси Адофо-Менсы на должность генерального менеджера клуба «Миннесота Вайкингс»[45].
34. ↑  Выбор получен в связи с назначением ассистента главного тренера и координатора пасовой игры «Балтимора» Дэвида Калли на должность главного тренера клуба «Хьюстон Тексанс»[46].
35. ↑  28 апреля 2022 года «Аризона Кардиналс» получили выбор третьего (100-й) раунда драфта 2022 года и принимающего Маркиза Брауна от «Балтимора», отдав выбор первого (23-й) раунда драфта 2022 года[47].
36. ↑  Выбор получен в связи с назначением руководителя скаутской службы «Нью-Орлеана» Терри Фонтено на должность генерального менеджера клуба «Атланта Фэлконс»[48].
37. ↑  Выбор получен в связи с назначением координатора защиты «Сан-Франциско» Роберта Сале на должность главного тренера клуба «Нью-Йорк Джетс»[49].
38. ↑  26 марта 2021 года «Майами Долфинс» получили выбор первого (12-й) раунда драфта 2021 года, выборы первого (29-й) и третьго (102-й) раундов драфта 2022 года, и выбор первого раунда драфта 2023 года от «Сан-Франциско», отдав выбор первого (3-й) раунда драфта 2021 года[50].
39. ↑  Выбор получен в связи с назначением исполнительного директора по игровому персоналу Райана Поулса на должность генерального менеджера клуба «Чикаго Беарс»[51].
40. ↑  Выбор получен в связи с назначением руководителя скаутской службы команды Брэда Холмса на должность генерального менеджера клуба «Детройт Лайонс»[52].
41. ↑  Выбор получен в связи с назначением координатора нападения команды Майка Макдэниела на должность главного тренера клуба «Майами Долфинс»[53].
42. ↑  18 марта 2022 года «Хьюстон Тексанс» получили выборы первого (13-й) и четвёртого (107-й) раундов драфта 2022 года, выборы первого и третьего раундов драфта 2023 года и выборы первого и четвёртого раундов драфта 2024 года от «Кливленда», отдав выбор шестого раунда драфта 2024 года и квотербека Дешона Уотсона[54].
43. 1 2  31 августа 2021 года «Балтимор Рэйвенс» получили выбор четвёртого (110-й) раунда драфта 2022 года от «Нью-Йорк Джайентс», отдав выбор пятого (173-й) раунда драфта 2022 года, выбор седьмого раунда драфта 2023 года и гарда Бена Бредесона[55].
44. ↑  5 апреля 2021 года «Нью-Йорк Джетс» получили выбор шестого (226-й) раунда драфта 2021 года и выборы второго (38-й) и четвёртого (111-й) раундов драфта 2022 года от «Каролины», отдав квотербека Сэма Дарнолда[56].
45. 1 2  31 августа 2021 года «Нью-Йорк Джетс» получили выбор четвёртого (117-й) раунда драфта 2022 года от «Миннесоты», отдав выбор шестого (184-й) раунда драфта 2022 года и тайт-энда Криса Херндона[57].
46. 1 2  30 апреля 2022 года «Миннесота Вайкингс» получили выбор четвёртого (118-й) раунда драфта 2022 года от «Кливленда», отдав выбор пятого (156-й) раунда драфта 2022 года и выбор четвёртого раунда драфта 2023 года[58].
47. 1 2 3 4  30 апреля 2022 года «Каролина Пэнтерс» получили выборы четвёртого (120-й) и шестого (189-й) раундов драфта 2022 года от «Вашингтона», отдав выборы пятого (144-й и 149-й) раунда драфта 2022 года[59].
48. 1 2 3  30 апреля 2022 года «Лас-Вегас Рэйдерс» получили выборы четвёртого (122-й) и седьмого (250-й) раундов драфта 2022 года от «Миннесоты», отдав выборы четвёртого (126-й) и седьмого (227-й) раундов драфта 2022 года[60].
49. ↑  1 мая 2021 года «Майами Долфинс» получили выбор четвёртого (125-й) раунда драфта 2022 года от «Питтсбурга», отдав выбор пятого (156-й) раунда драфта 2021 года[61].
50. 1 2 3  30 апреля 2022 года «Лас-Вегас Рэйдерс» получили выбор четвёртого (126-й) раунда драфта 2022 года от «Миннесоты», отдав выборы пятого (165-й и 169-й) раунда драфта 2022 года[62].
51. ↑  1 мая 2021 года «Балтимор Рэйвенс» получили выбор пятого (160-й) раунда драфта 2021 года и выбор четвёртого (128-й) раунда драфта 2022 года от «Аризоны», отдав выборы четвёртого (136-й) и шестого (210-й) раундов драфта 2021 года[63].
52. 1 2 3  30 апреля 2022 года «Канзас-Сити Чифс» получили выбор пятого (145-й) раунда драфта 2022 года от «Сиэтла», отдав выборы пятого (158-й) и седьмого (233-й) раундов драфта 2022 года[64].
53. 1 2 3  30 апреля 2022 года «Баффало Биллс» получили выбор пятого (148-й) раунда драфта 2022 года от «Чикаго», отдав выборы пятого (168-й) и шестого (203-й) раундов драфта 2022 года[65].
54. 1 2  30 апреля 2022 года «Хьюстон Тексанс» получили выбор пятого (150-й) раунда драфта 2022 года от «Чикаго», отдав выборы пятого (166-й) и шестого (207-й) раундов драфта 2022 года[66].
55. 1 2  30 апреля 2022 года «Джэксонвилл Джагуарс» получили выбор пятого (154-й) раунда драфта 2022 года от «Филадельфии», отдав выборы шестого (188-й и 198-й) раунда драфта 2022 года[67].
56. 1 2 3  18 марта 2022 года «Даллас Каубойс» получили выборы пятого (155-й) и шестого (193-й) раундов драфта 2022 года от «Кливленда», отдав выбор шестого (202-й) раунда драфта 2022 года и принимающего Амари Купера[68].
57. ↑  30 апреля 2022 года «Тампа-Бэй Бакканирс» получили выборы пятого (157-й) и седьмого (235-й) раундов драфта 2022 года от «Джэксонвилла», отдав выбор четвёртого раунда драфта 2023 года[69].
58. 1 2 3  30 апреля 2022 года «Лос-Анджелес Рэмс» получили выбор пятого (164-й) раунда драфта 2022 года от «Лас-Вегаса», отдав выборы пятого (175-й) и седьмого (238-й) раундов драфта 2022 года[70].
59. 1 2 3  30 апреля 2022 года «Цинциннати Бенгалс» получили выбор пятого (166-й) раунда драфта 2022 года от «Чикаго», отдав выборы пятого (174-й) и седьмого (226-й) раундов драфта 2022 года[71].
60. 1 2 3  25 апреля 2022 года «Хьюстон Тексанс» получили выбор пятого (170-й) раунда драфта 2022 года от «Нью-Ингленда», отдав выборы шестого (183-й) и седьмого (245-й) раундов драфта 2022 года[72].
61. 1 2 3  30 апреля 2022 года «Денвер Бронкос» получили выбор пятого (171-й) раунда драфта 2022 года от «Грин-Бэй», отдав выборы пятого (179-й) и седьмого (234-й) раундов драфта 2022 года[73].
62. 1 2 3  30 апреля 2022 года «Филадельфия Иглз» получили выбор шестого (181-й) раунда драфта 2022 года от «Детройта», отдав выборы шестого (188-й) и седьмого (237-й) раундов драфта 2022 года[74].
63. ↑  30 августа 2021 года «Баффало Биллс» получили выбор шестого (185-й) раунда драфта 2022 года от «Каролины», отдав ди-энда Дэррила Джонсона[75].
64. ↑  31 августа 2021 года «Сан-Франциско Форти Найнерс» получили выбор шестого (187-й) раунда драфта 2022 года и выбор седьмого раунда драфта 2023 года от «Денвера», отдав выбор седьмого (250-й) раунда драфта 2022 года и лайнбекера Джонаса Гриффита[76].
65. ↑  13 мая 2021 года «Миннесота Вайкингс» получили выбор шестого (191-й) раунда драфта 2022 года от «Канзас-Сити», отдав выбор седьмого (233-й) раунда драфта 2022 года и корнербека Майка Хьюза[77].
66. 1 2  28 августа 2021 года «Балтимор Рэйвенс» получили выбор шестого (196-й) раунда драфта 2022 года от «Майами», отдав выбор седьмого (224-й) раунда драфта 2022 года и центра Грега Манца[79].
67. ↑  28 августа 2021 года «Джэксонвилл Джагуарс» получили выбор шестого (197-й) раунда драфта 2022 года от «Филадельфии», отдав квотербека Гарднера Миншью[80].
68. ↑  25 августа 2021 года «Каролина Пэнтерс» получили выбор шестого (199-й) раунда драфта 2022 года от «Лас-Вегаса», отдав выбор седьмого (227-й) раунда драфта 2022 года и лайнбекера Дензела Перримана[81].
69. ↑  28 июля 2021 года «Хьюстон Тексанс» получили выбор шестого (205-й) раунда драфта 2022 года от «Грин-Бэй», отдав принимающего Рэндалла Кобба[82].
70. ↑  2 ноября 2021 года «Денвер Бронкос» получили выбор шестого (206-й) раунда драфта 2022 года от «Филадельфии», отдав корнербека Кари Винсента[83].
71. ↑  2 ноября 2021 года «Питтсбург Стилерз» получили выбор шестого (208-й) раунда драфта 2022 года от «Канзас-Сити», отдав лайнбекера Мелвина Инграма[84].
72. ↑  25 августа 2021 года «Нью-Ингленд Пэтриотс» получили выбор шестого (210-й) раунда драфта 2022 года и выбор четвёртого раунда драфта 2023 года от «Лос-Анджелес Рэмс», отдав раннинбека Сони Мишела[85].
73. 1 2 3  30 апреля 2022 года «Тампа-Бэй Бакканирс» получили выбор шестого (218-й) раунда драфта 2022 года от «Лос-Анджелес Рэмс», отдав выборы седьмого (235-й и 261-й) раунда драфта 2022 года[86].
74. ↑  30 августа 2019 года «Кливленд Браунс» получили выбор седьмого (223-й) раунда драфта 2022 года от «Детройта», отдав выбор седьмого (234-й) раунда драфта 2022 года и квотербека Дэвида Блафа[87].
75. ↑  1 ноября 2020 года «Питтсбург Стилерз» получили выбор седьмого (225-й) раунда драфта 2022 года и лайнбекера Эйвери Уильямсона от «Нью-Йорк Джетс», отдав выбор пятого (163-й) раунда драфта 2022 года[88].
76. ↑  23 августа 2021 года «Грин-Бэй Пэкерс» получили выбор седьмого (228-й) раунда драфта 2022 года от «Хьюстона», отдав корнербека Кейдара Холлмана[89].
77. ↑  17 марта 2021 года «Баффало Биллс» получили выбор седьмого (231-й) раунда драфта 2022 года от «Атланты», отдав тайт-энда Ли Смита[90].
78. ↑  17 августа 2021 года «Каролина Пэнтерс» получили выбор седьмого (242-й) раунда драфта 2022 года от «Майами», отдав тэкла нападения Грега Литтла[91].
79. ↑  30 августа 2021 года «Канзас-Сити Чифс» получили выбор седьмого (243-й) раунда драфта 2022 года от «Нью-Ингленда», отдав тэкла нападения Ясира Дюранта[92].
80. ↑  19 марта 2022 года «Кливленд Браунс» получили выбор седьмого (246-й) раунда драфта 2022 года от «Баффало», отдав квотербека Кейса Кинама[93].
81. ↑  8 марта 2021 года «Майами Долфинс» получили выбор седьмого (247-й) раунда драфта 2022 года и тэкла нападения Айзейю Уилсона от «Теннесси», отдав выбор седьмого (232-й) раунда драфта 2021 года[94].
82. 1 2  30 апреля 2022 года «Чикаго Беарс» получили выборы седьмого (254-й и 255-й) раунда драфта 2022 года от «Лос-Анджелес Чарджерс», отдав выбор шестого раунда драфта 2023 года[95].